# Matador de Passarinho (programa de televisão)
Matador de Passarinho foi um programa de televisão veiculado pelo Canal Brasil (com direção de Leandro Ramos) de 2012 a 2014, no qual Rogério Skylab (conhecido como Matador de Passarinho por conta de sua música mais famosa) entrevistava músicos e celebridades do Brasil. O objetivo do programa era entrevistar pessoas que um dia foram grandes celebridades, e que atualmente ninguém sequer lembrava que existiram. A atração, segundo o próprio Skylab, será sobre a decadência: "Mas a gente tem cautela em usar essa palavra por conta da carga negativa. No fundo, estamos falando sobre o tempo e a estrutura da sociedade do espetáculo, que tem fome por novidade. Muita gente que hoje está brilhando pode cair no esquecimento. As pessoas têm um prazo de validade cada vez mais limitado. Mas o programa procura resgatar aquele momento de brilho que a pessoa teve. Eu piso em ovos na hora de fazer o convite".
O programa fazia parte da irreverente faixa da meia-noite do canal.
Em 2018, o programa apareceu na lista de "20 programas marcantes na história do Canal Brasil", elaborada pelo site Esquina Musical.

## Sinopse do Programa
| “ | Rogério Skylab é irreverente, performático e famoso por causar polêmica através de letras repletas humor ácido. O “Matador de Passarinho” é o anfitrião de um talk show bem diferente dos comumente exibidos na TV. Gravada sob luz baixa e em clima intimista, a atração tem imagens da natureza projetadas ao fundo do cenário, contribuindo para criar uma atmosfera surrealista. Em pauta, estão curiosidades sobre vida, carreira e amenidades, proferidas sem pudor ou papas na língua. Além das conversas, os episódios contam com pequenas crônicas de Skylab, nas quais ele descreve seu dia a dia, a relação com o sexo, a música, a morte, a televisão e qualquer outra coisa aleatória. | ” |

## Lista de Episódios

### 2012
Os entrevistados da primeira temporada foram: Serguei, Juca Chaves, Elza Soares, Fausto Fawcett, Tom Leão, Nelson Rodrigues Filho, Rodrigo Fonseca, Tony da Gatorra, Vinny, o jogador Dé, Jane e Herondy, Dr. Silvana, Cláudio Assis, Lourenço Mutareli, Fátima Guedes, Luiz Thunderbird, Arrigo Barnabé, além do próprio Rogério Skylab.

### 2014
| Episódio    | Data                   | Entrevistado          | Sinopse do Episódio |
| ----------- | ---------------------- | --------------------- | --- |
| T3 - Ep. 01 | 02 de junho de 2014    | Michael Sullivan      | Skylab recebe Michael Sullivan para uma entrevista fora dos padrões televisivos. Especialista em sucessos, o convidado revela sua fórmula e comenta ainda a relação com Tim Maia.                                            |
| T3 - Ep. 02 | 09 de junho de 2014    | Noca da Portela       | É a vez do cantor, instrumentista e compositor Noca da Portela conversar com Skylab. O músico fala dos sambas para os blocos carnavalescos, da época marginalizada do ritmo e do improviso no processo de composição.        |
| T3 - Ep. 03 | 16 de junho de 2014    | Arnaldo Branco        | Cartunista e jornalista, Arnaldo Branco é o convidado de Skylab. Arnaldo conta do processo de criação do seu personagem de quadrinho "Capitão Presença" e da época em que dirigiu o programa da MTV "Overdose".              |
| T3 - Ep. 04 | 23 de junho de 2014    | Luiz Tatit            | Linguista e músico, Luiz Tatit relembra histórias do grupo Fato e da chamada Vanguarda Paulista dos anos 1980. Estudioso da canção brasileira, o convidado explica ainda a diferença entre o músico e o cancionista.         |
| T3 - Ep. 05 | 30 de junho de 2014    | Xico Sá               | Skylab recebe o jornalista e escritor Xico Sá. Em uma conversa bem-humorada, o convidado conta a importância de Machado de Assis e Nelson Rodrigues em seu trabalho, além de falar de seus livros e parcerias com Otto.      |
| T3 - Ep. 06 | 07 de julho de 2014    | Haroldo Costa         | Produtor, ator, escritor e referência quando o assunto é samba, Haroldo Costa é o convidado de Skylab. Na entrevista, ele fala das sequelas da escravidão e revela o que pensa das cotas de acesso às universidades.         |
| T3 - Ep. 07 | 14 de julho de 2014    | Gabriel Muzak         | Gabriel Muzak comenta as mudanças na sua música e a transição entre o disco "Bossa Nômade" (2002) e "Quero Ver Dançar Agora" (2013). O artista conta, ainda, do que aprendeu em sua passagem por outras bandas.              |
| T3 - Ep. 08 | 21 de julho de 2014    | André Dahmer          | Chargista e quadrinista, André Dahmer é o convidado de Skylab. Na entrevista, o desenhista fala de seu contato com a internet e comenta a relação com as inspirações que vêm à cabeça, mas acabam esquecidas.                |
| T3 - Ep. 09 | 28 de julho de 2014    | Pablo Capilé          | Representante do coletivo "Fora do Eixo", Capilé analisa novas formas de ativismo e fala da música independente. Questionado sobre as manifestações, ele explica o que culminou nestas organizações da cidade.               |
| T3 - Ep. 10 | 04 de agosto de 2014   | Michel Melamed        | Seguindo a criteriosa avaliação parcial e passional de Skylab, o convidado do episódio é Michel Melamed. O ator relembra a "Trilogia Brasileira" e fala da relação com o público na construção do espetáculo.                |
| T3 - Ep. 11 | 11 de agosto de 2014   | Jamari França         | O rock é o principal assunto da entrevista com o jornalista Jamari França. O convidado elege o disco brasileiro mais importante do gênero, analisa os festivais de música e conta das biografias que escreveu.               |
| T3 - Ep. 12 | 18 de agosto de 2014   | Bruna Surfistinha     | Raquel Pacheco, conhecida nacionalmente como Bruna Surfistinha, conta a Skylab do início na prostituição, de seu blog e dos principais fetiches masculinos. A atual DJ diz ainda o que achou do filme com sua história.      |
| T3 - Ep. 13 | 25 de agosto de 2014   | Daniel Senise         | O pintor Daniel Senise é o convidado de Skylab. A conversa gira em torno de temas como a década de 1980, quadros emblemáticos, obras e suas reações diante do público e o conceito da arte.                                  |
| T3 - Ep. 14 | 01 de setembro de 2014 | Afonsinho             | Violência nas torcidas de futebol, CBF e FIFA são alguns dos temas da entrevista com o ex-craque Afonsinho. Médico e atual colunista da “Carta Capital”, o convidado comenta os bastidores da grande paixão dos brasileiros. |
| T3 - Ep. 16 | 08 de setembro de 2014 | Lívio Tragtenberg     | "Toco e ouço a cidade", diz o artista erudito Lívio Tragtenberg. Na entrevista, ele conta histórias de seu projeto de música das ruas. A conversa flui e Skylab diz concordar em gênero, número e grau com o convidado.      |
| T3 - Ep. 16 | 15 de setembro de 2014 | Elza Soares           | Referência na música brasileira, Elza Soares conversa com Rogério Skylab. A convidada conta de seu início na rádio, fala de samba e comenta o prêmio que ganhou da BBC, de Londres, como "melhor cantora do milênio".        |
| T3 - Ep. 17 | 22 de setembro de 2014 | Luiz Carlos Maciel    | Skylab recebe o "guru da contracultura brasileira": Luiz Carlos Maciel. O escritor e jornalista relembra momentos de sua carreira e fala, ainda, dos efeitos alucinógenos do chá do Santo Daime.                             |
| T3 - Ep. 18 | 29 de setembro de 2014 | De Leve               | De Leve é um rapper de Niterói (RJ) que está voltando à ativa depois de anos parado por conta do nascimento do filho, diagnosticado com autismo. Na conversa com Skylab, ele fala de discos que marcaram sua carreira.       |
| T3 - Ep. 19 | 06 de outubro de 2014  | Rogéria               | Rogéria solta o verbo e fala de sua juventude – criada entre os meninos – sobre sua sexualidade, dos prêmios que já ganhou como atriz e do período em que foi vedete na França.                                              |
| T3 - Ep. 20 | 13 de outubro de 2014  | Maria Cláudia         | Atriz com longo currículo na TV brasileira, Maria Cláudia relembra o início da carreira no telejornal Pirelli, fala de seus papéis mais importantes e conta histórias de novelas como "Plumas & Paetê" e "Te Contei?".       |
| T3 - Ep. 21 | 20 de outubro de 2014  | Mário Bortolotto      | Skylab encontra com o ator, diretor e dramaturgo Mário Bortolotto. Na conversa, o convidado comenta o incidente que passou em 2009, o problema com um jornalista da Folha de S.Paulo e sua longa experiência no teatro.      |
| T3 - Ep. 22 | 27 de outubro de 2014  | Maria Alcina          | Dona de uma presença marcante e voz grave, Maria Alcina transgrediu o cenário musical quando apareceu pela primeira vez nos anos 1970. Na entrevista, relembra esse impacto e canta o clássico "Fio Maravilha".              |
| T3 - Ep. 23 | 03 de novembro de 2014 | Narcisa Tamborindeguy | As frases "Ai Que Loucura", "Ai Que Absurdo", "Ai Que Badalo" são as marcas registradas de Narcisa Tamborindeguy. Excêntrica, a socialite fala do "Lar de Narcisa", do reality show "Mulheres Ricas" e afirma ser tripolar.  |
| T3 - Ep. 24 | 10 de novembro de 2014 | Agnaldo Timóteo       | Polêmico, Agnaldo Timóteo é conhecido por não medir suas palavras. Na conversa com Skylab não é diferente: sem filtros, o cantor fala o que pensa sobre a TV brasileira e os "valores da família".                           |
| T3 - Ep. 25 | 17 de novembro de 2014 | Mateus Aleluia        | Mateus Aleluia fez parte do "Os Tincoãs", importante grupo do movimento negro dos anos 70 e 80. O cantor e compositor fala da influência do candomblé e da cultura negra brasileira em sua música.                           |
| T3 - Ep. 26 | 24 de novembro de 2014 | Júpiter Maçã          | No final da temporada, Skylab termina sua criteriosa lista parcial e passional de convidados. O anfitrião recebe o excêntrico cantor Júpiter Maçã para falar sobre sua carreira e histórias inusitadas.                      |